# Parvis Saint-Maurice
Le parvis Saint-Maurice  est une rue de Lille, dans le Nord, en France. 

## Situation et accès
Le parvis Saint-Maurice, situé dans le quartier de Lille-Centre, dans l'ancienne paroisse Saint-Maurice, entoure l'église Saint-Maurice et relie la rue Saint-Genois à la rue Pierre-Mauroy. Il est situé dans le prolongement de la rue du Priez au nord-est et, pour la partie longeant l'église au nord-ouest de la  rue du Sec-Arembault.
Le parvis est desservi par la station Gare Lille-Flandres une station de métro française du métro de Lille. Inaugurée le 25 avril 1983 pour accueillir la première ligne de métro dans le quartier de Lille, Lille-Centre, elle accueille depuis le 3 avril 1989 la seconde ligne.

## Origine du nom
Il porte le nom de l'église Saint-Maurice qu'il entoure.

## Historique

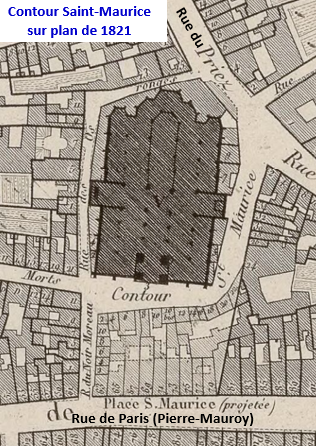
Contour Saint-Maurice en 1821

L'extrémité sud-est du parvis, nommé « Contour Saint-Maurice » jusqu'à l'agrandissement de l'église de 1867 à 1877 (qui entraine la démolition de l'ilot entre l'ancienne façade et la rue de Paris), est restée dans sa largeur d'origine (ou du début du  XVIIe siècle) ce qu'atteste la Maison du Renard. Avant cet agrandissement, le contour se prolongeait le long de la façade de l'église jusque dans l'axe de la rue des Morts (actuelle rue Schepers). 
Au Moyen-Âge, le cimetière paroissial Saint-Maurice s'étendait de l'église jusqu'à l'emplacement actuel de la rue des Ponts-de-Comines. Au XVIe siècle, le cimetière a été réduit par la  création d'une une rue étroite longeant le flanc nord de l'église jusqu'à la rue du Priez, nommée « rue des Os Rongés », probablement déformation d'« os rangés ». Avant l'agrandissement de l'église, cette rue se prolongeait jusqu'à la rue de Paris (actuelle rue Pierre-Mauroy) par une rue étroite, la rue du Noir Moreau. La rue des Os Rongés est élargie vers 1880 pour devenir la partie nord du parvis et former une liaison de la rue de Béthune à la place de la gare par la rue du Sec Arembault élargie à la même époque et la rue du Priez.

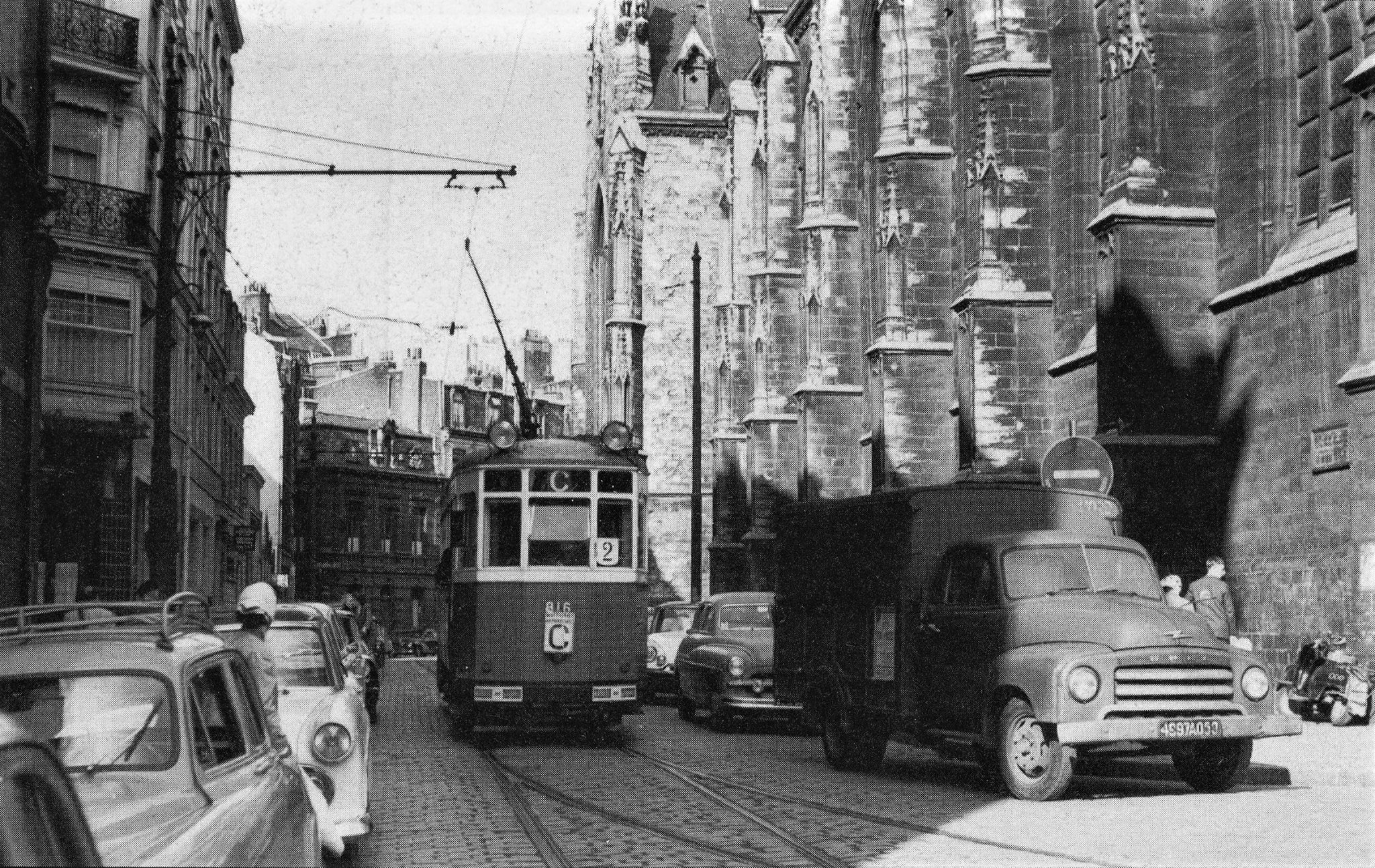
Tram C parvis Saint-Maurice vers 1960

Le parvis était parcouru par les lignes de tramways C, D et E en voie unique. 

## Bâtiments remarquables et lieux de mémoire
La rue comprend deux bâtiments protégés au titre des monuments historiques.
- Façade et toiture de l'immeuble, dont une enseigne sculptée représentant le Renard, inscription par arrêté du 13 mars 1944[2]
- L'église Saint-Maurice[3]
- À proximité de la gare de Lille-Flandres